# 超短期融资券
超短期融资券（Super & Short-term Commercial Paper，SCP）是指一般由较高信用评级的法人发布的，期限在270天以内的融资卷.市场上发行的SCP期限大多数为一年，准化的超短融产品期限还可以是7天、14天、21天、1个月、3个月、6个月和9个月.scp有效率高、投资者认可度高、对企业要求高的三大优点，发行便利、收款方便、扩宽融资渠道的三大特点.

## 优点
- 不需要要备案，只需公告一天.

- 能灵活安排到账时间.

- 对扩展融资渠道、完善货币市场体系有着重要的意义.

- 由于对企业的财务有着比较严格的要求，能督促企业不断完善自身的财务管理.
- 轻松扩宽融资渠道.